# Igor Malkov
Igor Aleksejevitsj Malkov (Russisch: Игорь Алексеевич Малков) (Pervouralsk, 9 februari 1965) is een Russisch schaatser.
Igor Malkov werd op de Olympische Winterspelen van 1984 in Sarajevo kampioen op de 10.000 meter door de wereldrecordhouder Tomas Gustafson uit Zweden met 0,05 seconden verschil te kloppen. Eerder was hij op de 5.000 meter nog met 0,02 seconden verslagen door de Zweed. Met een leeftijd van 19 jaar en negen dagen op het moment van zijn zege is hij de jongste mannelijke olympische schaatskampioen ooit.
In december 1983 reed Malkov als eerste schaatser op de 10 kilometer een tijd onder de 14 minuten (13.54,81), een halve minuut sneller dan het wereldrecord van Gustafson. De tijd gereden op de wonderbaan van Medeo werd echter niet erkend als wereldrecord. In maart 1984 reed Malkov op dezelfde baan wel een officieel wereldrecord; 14.21,51. Dit record bleef bijna twee jaar staan.
In de jaren die volgden was Malkov minder succesvol. In december 1987 werd hij weliswaar nog achtste op een World Cup 10.000 meter in Calgary, maar op de Olympische Spelen twee maanden later op dezelfde baan was hij niet van partij. Na het seizoen stopte hij met zijn schaatsloopbaan.

## Records

### Wereldrecords
| Nr.  | Afstand                  | Tijd     | Datum            | Baan  |
| ---- | ------------------------ | -------- | ---------------- | ----- |
| jr1. | 10.000 meter (junioren)* | 13.54,81 | 28 december 1983 | Medeo |
| 1.   | 10.000 meter             | 14.21,51 | 24 maart 1984    | Medeo |

* = officieus wereldrecord

## Resultaten
| Jaar | EK Allround | Olympische Spelen | WK Allround | WK Junioren |
| ---- | ----------- | ----------------- | ----------- | ----------- |
| 1982 |             |                   |             | NC20        |
| 1983 |             |                   |             | 5e          |
| 1984 | 9e          | 5000m · 10000m    | 8e          |             |
| 1985 | 11e         |                   | NC22        |             |
| 1986 | -           |                   | 10e         |             |

### Medaillespiegel
| Kampioenschap     | Goud | Zilver | Brons |
| ----------------- | ---- | ------ | ----- |
| EK Allround       | 0    | 0      | 0     |
| Olympische Spelen | 1    | 1      | 0     |
| WK Allround       | 0    | 0      | 0     |
| WK Junioren       | 0    | 0      | 0     |

1924: Julius Skutnabb ·
1928: afgelast ·
1932: Irving Jaffee ·
1936: Ivar Ballangrud ·
1948: Åke Seyffarth ·
1952: Hjalmar Andersen ·
1956: Sigge Ericsson ·
1960: Knut Johannesen ·
1964: Jonny Nilsson ·
1968: Johnny Höglin ·
1972: Ard Schenk ·
1976: Piet Kleine ·
1980: Eric Heiden ·
1984: Igor Malkov ·
1988: Tomas Gustafson ·
1992: Bart Veldkamp ·
1994: Johann Olav Koss ·
1998: Gianni Romme ·
2002: Jochem Uytdehaage ·
2006: Bob de Jong ·
2010: Lee Seung-hoon ·
2014: Jorrit Bergsma ·
2018: Ted-Jan Bloemen ·
2022: Nils van der Poel